# Wait Until Spring, Bandini
Wait Until Spring, Bandini is een Belgisch-Frans-Italiaans-Amerikaanse film uit 1989 geschreven en geregisseerd door Dominique Deruddere naar de novelle van John Fante.
De film speelt zich af in het Colorado van de jaren twintig en volgt de geschiedenis van de familie Bandini. Vader Svevo Bandini tracht de eindjes aan elkaar te knopen om de familie door de winter te helpen terwijl hij geconfronteerd wordt met een moeilijke schoonmoeder, zijn nerveuze echtgenote en zijn drie jonge zonen.  
De film werd in 1990 laureaat bij de Plateauprijs als Beste Belgische film en Beste Benelux-film. Deruddere ontving ook nog de prijs als Beste Belgische regisseur. Francis Ford Coppola engageerde zich mee als producent.

## Rolverdeling
| Acteur                 | Personage       |
| ---------------------- | --------------- |
| Joe Mantegna           | Svevo Bandini   |
| Ornella Muti           | Maria Bandini   |
| Faye Dunaway           | Mrs. Hildegarde |
| Michael Bacall         | Arturo          |
| Daniel Wilson (acteur) | August          |
| Alex Vincent           | Federico        |
| Burt Young             | Rocco           |
| Tanya Lopert           | Sister Celia    |
| Renata Vanni           | Donna Toscana   |